# 자일링스 ISE
자일링스 ISE(Xilinx ISE)(Integrated Synthesis Environment의 약자)는 자일링스의 단종된 소프트웨어 도구로, 주로 자일링스 FPGA 및 CPLD 집적 회로 (IC) 제품군의 임베디드 펌웨어 개발을 목표로 하는 HDL 설계의 합성 및 분석을 위한 것이다. 이는 자일링스 비바도로 계승되었다. 2013년 10월에 출시된 마지막 버전은 구형 FPGA 및 CPLD를 포함하는 레거시 하드웨어 설계의 인 시스템 프로그래밍을 위해 계속 사용되고 있으며, 이는 대체 설계 도구인 비바도 디자인 스위트에 의해 고아화되지 않는 한 사용된다.
ISE는 개발자가 설계를 합성("컴파일")하고, 타이밍 분석을 수행하며, 레지스터 전송 수준(RTL) 다이어그램을 검사하고, 다른 자극에 대한 설계의 반응을 시뮬레이션하며, 프로그래머로 대상 장치를 구성할 수 있게 한다. 자일링스 ISE와 함께 제공되는 다른 구성 요소로는 임베디드 개발 키트(EDK), 소프트웨어 개발 키트(SDK) 및 칩스코프 프로(ChipScope Pro)가 있다. 자일링스 ISE는 주로 회로 합성 및 설계를 위해 사용되며, ISIM 또는 ModelSim 논리 시뮬레이터는 시스템 수준 테스트에 사용된다.
상업용 전자 설계 자동화 분야에서 일반적으로 사용되는 관행과 마찬가지로, 자일링스 ISE는 자일링스 자체 칩의 아키텍처(내부 구조가 매우 독점적임)와 밀접하게 결합되어 있으며 다른 공급업체의 FPGA 제품과 함께 사용할 수 없다. 자일링스 하드웨어 제품 라인의 매우 독점적인 특성을 고려할 때, 자일링스에서 직접 제공하는 도구에 대한 오픈 소스 대안을 사용하는 것은 거의 불가능하지만, 2020년 현재 일부 탐색적 시도가 이루어지고 있다.

## 레거시 상태
2012년부터 자일링스 ISE는 비바도 디자인 스위트를 위해 단종되었으며, 비바도 디자인 스위트는 ISE와 동일한 역할을 수행하며 시스템 온 칩 개발을 위한 추가 기능을 제공한다.
자일링스는 2013년 10월에 ISE의 마지막 버전(버전 14.7)을 출시했으며, "ISE는 제품 수명 주기의 유지 보수 단계에 들어섰으며, 더 이상 ISE 출시 계획이 없다"고 밝혔다.

## 사용자 인터페이스
ISE의 주요 사용자 인터페이스는 프로젝트 내비게이터로, 설계 계층 구조(Sources), 소스 코드 편집기(Workplace), 출력 콘솔(Transcript), 프로세스 트리(Processes)를 포함한다.
설계 계층 구조는 설계 파일(모듈)로 구성되며, 이들의 종속성은 ISE에 의해 해석되어 트리 구조로 표시된다. 단일 칩 설계의 경우 C++ 프로그램의 main() 서브루틴과 유사하게 다른 모듈을 포함하는 하나의 주 모듈이 있을 수 있다. 설계 제약 조건은 핀 구성 및 매핑을 포함하는 모듈에 지정된다.
프로세스 계층 구조는 ISE가 현재 활성화된 모듈에 대해 수행할 작업을 설명한다. 이 계층 구조는 컴파일 함수, 그 종속 함수 및 기타 유틸리티를 포함한다. 이 창은 또한 각 함수에서 발생하는 문제나 오류를 표시한다.
트랜스크립트 창은 현재 실행 중인 작업의 상태를 제공하며, 엔지니어에게 설계 문제에 대해 알려준다. 이러한 문제는 경고, 오류 또는 둘 다를 표시하도록 필터링될 수 있다.

## 시뮬레이션
시스템 수준 테스트는 ISIM 또는 ModelSim 논리 시뮬레이터로 수행될 수 있으며, 이러한 테스트 프로그램도 HDL 언어로 작성되어야 한다. 테스트 벤치 프로그램에는 시뮬레이션된 입력 신호 파형 또는 테스트 대상 장치의 출력을 관찰하고 검증하는 모니터가 포함될 수 있다.
ModelSim 또는 ISIM은 다음 유형의 시뮬레이션을 수행하는 데 사용될 수 있다.
- 논리적 검증: 모듈이 예상 결과를 생성하는지 확인
- 행동적 검증: 논리적 및 타이밍 문제 검증
- 배치 및 라우팅 후 시뮬레이션: FPGA의 재구성 가능 논리 내에서 모듈 배치 후 행동 검증

## 합성
자일링스의 특허받은 합성 알고리즘은 경쟁 프로그램보다 최대 30% 더 빠른 속도로 설계를 실행할 수 있게 하며, 더 높은 논리 밀도를 허용하여 프로젝트 시간과 비용을 줄여준다.
또한, 메모리 블록 및 I/O 블록을 포함한 FPGA 패브릭의 복잡성 증가로 인해 관련 없는 모듈을 슬라이스로 분리하여 배치 후 오류를 줄이는 더 복잡한 합성 알고리즘이 개발되었다.
IP 코어는 DSP, 버스 인터페이스, 네트워킹 프로토콜, 영상 처리, 임베디드 프로세서 및 주변 장치와 같은 시스템 수준 기능을 구현하기 위해 자일링스 및 기타 제3자 공급업체에서 제공한다. 자일링스는 ASIC 기반 구현에서 FPGA 기반 구현으로 설계를 전환하는 데 중요한 역할을 했다.

## 에디션
서브스크립션 에디션(Subscription Edition)은 자일링스 ISE의 라이선스 버전이며, 무료 평가판을 다운로드할 수 있다.
웹 에디션(Web Edition)은 자일링스 ISE의 무료 버전으로, 무료로 다운로드하여 사용할 수 있다. 제한된 수의 자일링스 장치에 대한 합성 및 프로그래밍을 제공한다. 특히, 많은 수의 I/O 핀과 대형 게이트 매트릭스를 가진 장치는 비활성화된다.
저가형 스파르탄 계열의 FPGA와 CPLD 계열은 이 에디션에서 완벽하게 지원되므로, 소규모 개발자 및 교육 기관은 개발 소프트웨어 비용에 대한 추가 비용이 없다.
자일링스 ISE 웹 에디션을 사용하려면 라이선스 등록이 필요하며, 이는 무료이며 무제한으로 갱신할 수 있다.

## 같이 보기
- 자일링스 비바도
- 인텔 쿼터스 프라임
- ModelSim